# Kopparmora
Kopparmora – miejscowość (tätort) w Szwecji, w regionie administracyjnym (län) Sztokholm, w gminie Värmdö.
Według danych Szwedzkiego Urzędu Statystycznego liczba ludności wyniosła: 2280 (31 grudnia 2015), 2306 (31 grudnia 2018) i 2265 (31 grudnia 2019).